# Blanding (Utah)
Blanding es una ciudad en el condado de San Juan, estado de Utah, Estados Unidos. La población era de 3.162 habitantes, según el censo de 2000, haciéndolo la ciudad más poblada del condado de San Juan. 
Fue fundado a finales del siglo XIX por colonos mormones, principalmente de la famosa expedición Agujero en la roca (Hole-In-The-Rock). Las contribuciones económicas incluyen el tratamiento de mineral, la minería, la agricultura, el comercio local, el turismo, y el transporte.Blanding se encuentra cerca de las reservas de los indios Navajo y White Mesa Ute. Un porcentaje significativo de la población de Blanding tiene lazos familiares con estas culturas.

## Geografía
Blanding está localizado en las coordenadas 37°37′24″N 109°28′44″O / 37.62333, -109.47889, en el área de Four Corners (Cuatro esquinas) de la meseta de Colorado.
Según la oficina del censo de Estados Unidos, la ciudad tiene un área total de 6,1 km². No tiene superficie cubierta de agua. 

## Recursos naturales y arqueológicos
Blanding es la entrada a abundantes y cercanos recursos naturales y arqueológicos, incluyendo:
- Natural Bridges National Monument
- Monument Valley
- Zona de Four Corners
- Glen Canyon National Recreation Area (Lago Powell)
- Área arqueológica y de páramo Cedar Mesa
- Río San Juan, incluyendo el Goosenecks State Park
- Distrito de Canyonlands National Park

Aproximadamente a una hora, se encuentra la famosa zona de recreación, Moab, y Arches National Park. 

## Demografía
Según el censo de 2000, había 3.162 habitantes, 886 casas y 722 familias residían en la ciudad. La densidad de población era 515,1 habitantes/km². Había 991 unidades de alojamiento con una densidad media de 161,4 unidades/km².
La máscara racial de la ciudad era 66,19% blanco, 0,06% afroamericano, 28,94% indio americano, 0,09% asiático, 0,03% de las islas del Pacífico, 1,80% de otras razas y 2,88% de dos o más razas. Los hispanos o latinos de cualquier raza eran el 4,05% de la población.
Había 886 casas, de las cuales el 53,2% tenía niños menores de 18 años, el 63,3% eran matrimonios, el 14,8% tenía un cabeza de familia femenino sin marido, y el 18,4% no son familia. El 16,8% de todas las casas tenían un único residente y el 7.4% tenía sólo residentes mayores de 65 años. El promedio de habitantes por hogar era de 3,46 y el tamaño medio de familia era de 3,93.
El 40,9% de los residentes es menor de 18 años, el 9,9% tiene edades entre los 18 y 24 años, el 22,4% entre los 25 y 44, el 16,6% entre los 45 y 64, y el 10,2% tiene 65 años o más. La media de edad es 24 años. Por cada 100 mujeres había 95,9 hombres. Por cada 100 mujeres de 18 años o más, había 88,1 hombres.
El ingreso medio por casa en la ciudad era de 32.991$, y el ingreso medio para una familia era de 37.991$. Los hombres tenían un ingreso medio de 31.520$ contra 20.391$ de las mujeres. Los ingresos per cápita para la ciudad eran de 12.160$. Aproximadamente el 13,9% de las familias y el 17,8% de la población está por debajo del nivel de pobreza, incluyendo el 22,8% de menores de 18 años y el 3,5% de mayores de 65.